# Parepisparis rubra
Parepisparis rubra là một loài bướm đêm trong họ Geometridae.